# 坂田古典音楽研究所
坂田古典音楽研究所（さかたこてんおんがくけんきゅうじょ）は、東京都文京区湯島にあった音楽団体で、所長は坂田進一(1947年12月6日-2022年6月24日)。和漢洋（日本・中国のほかに主にヨーロッパ）の古典音楽の研究調査、復元演奏・指導、レクチャーコンサートなどを行っていた。

## 沿革・概要
日本・中国・ヨーロッパの古典音楽について、学術的な研究とあわせて、演奏や演奏指導も行っていた。演奏は、数百年以上も前の古楽器(実物)を多数とりそろえ、それらを資料にもとづき正確に再現した復元楽器と併用して、古楽譜(琴譜や工尺譜など)にもとづいていた。

古楽に関する文献研究や、各種調査などの委嘱も受け付けていた。

2022年4月10日、群馬県館林市緑町1丁目18-18への移転開所記念講演・音楽会を行ったが、その2ヶ月後に坂田進一所長が死去し、これが事実上のお別れの会となった。

## 組織
研究所の組織は、以下のような「班」に分かれていた。同一の人間で複数の「班」「会」に属したメンバーも多い。

東京琴社(とうきょうきんしゃ)

東洋の文人音楽の正統を受け継ぐ古琴の演奏・研究のための結社。日中両国の琴学研究と琴人相互の扶助を行っていた。この結社を母体として、以下の小組織があった。

(1)東京琴社絲竹班

　中国の伝統音楽(江南絲竹などを含む)の研究・演奏・指導を行った。

(2)東京琴社邦楽班

　邦楽の古典音楽(日本の胡弓などを含む)の研究・演奏・指導を行った。

(3)東京琴社洋楽班 

　ヨーロッパの古典音楽(古楽、シュランメル音楽、コンサーティーナの楽曲などを含む)の研究・演奏・指導を行った。

(4)湯島聖堂古典音楽班

　湯島聖堂の文化講座で中国古典楽器の演奏を指導。また湯島聖堂の大成殿で毎月一回、日曜日の午後に、無料の公開コンサートを行った。

(5)明清音楽研究会

　江戸の中期から幕末にかけて日本でも流行した明清楽の研究と復元演奏を行った。